# منشأة القناطر (مركز)
مركز منشأة القناطر، مركز إداري مصري. يقع في محافظة الجيزة الواقعة في جمهورية مصر العربية. القاعدة الإدارية للمركز هي مدينة منشأة القناطر.

## التاريخ
سلف المركز هو قسم أول الجيزة (قسم أوسيم) الذي أنشئ سنة 1826 وكانت قاعدته أوسيم، غير اسمه إلى قسم أوسيم في عام 1880، ونقلت مقر القسم إلى إمبابة في عام 1884 بسبب قربها من خط السكة الحديدة ولكنه بقي يعرف باسم قسم أوسيم. سمي باسم مركز في عام 1889 وأصبح يعرف باسم مركز إمبابة في 22 فبراير 1896. أصبحت أوسيم مدينة في عام 1975 ونقل المركز إليها مرة أخرى في سنة 1977 ولكن بقي يعرف بمركز إمبابة، وفصل مركز منفصل باسم أوسيم في عام 1997 عن مركز إمبابة الذي نقلت قاعدته إلى منشأة القناطر، ثم أصبح يعرف باسم مركز منشأة القناطر.